# Platymantis boulengeri
Platymantis boulengeri är en groddjursart som först beskrevs av Oskar Boettger 1892.  Platymantis boulengeri ingår i släktet Platymantis och familjen Ceratobatrachidae. IUCN kategoriserar arten globalt som livskraftig. Inga underarter finns listade i Catalogue of Life.